# La Fayette (Geórgia)
La Fayette é uma cidade localizada no estado americano de Geórgia, no Condado de Walker.

## Demografia
Segundo o censo americano de 2000, a sua população era de 6702 habitantes.
Em 2006, foi estimada uma população de 6859, um aumento de 157 (2.3%).

## Geografia
De acordo com o United States Census Bureau tem uma área de 21,0 km², dos quais 21,0 km² cobertos por terra e 0,0 km² cobertos por água.

## Localidades na vizinhança
O diagrama seguinte representa as localidades num raio de 28 km ao redor de La Fayette.